# Amtsgericht Rosenthal

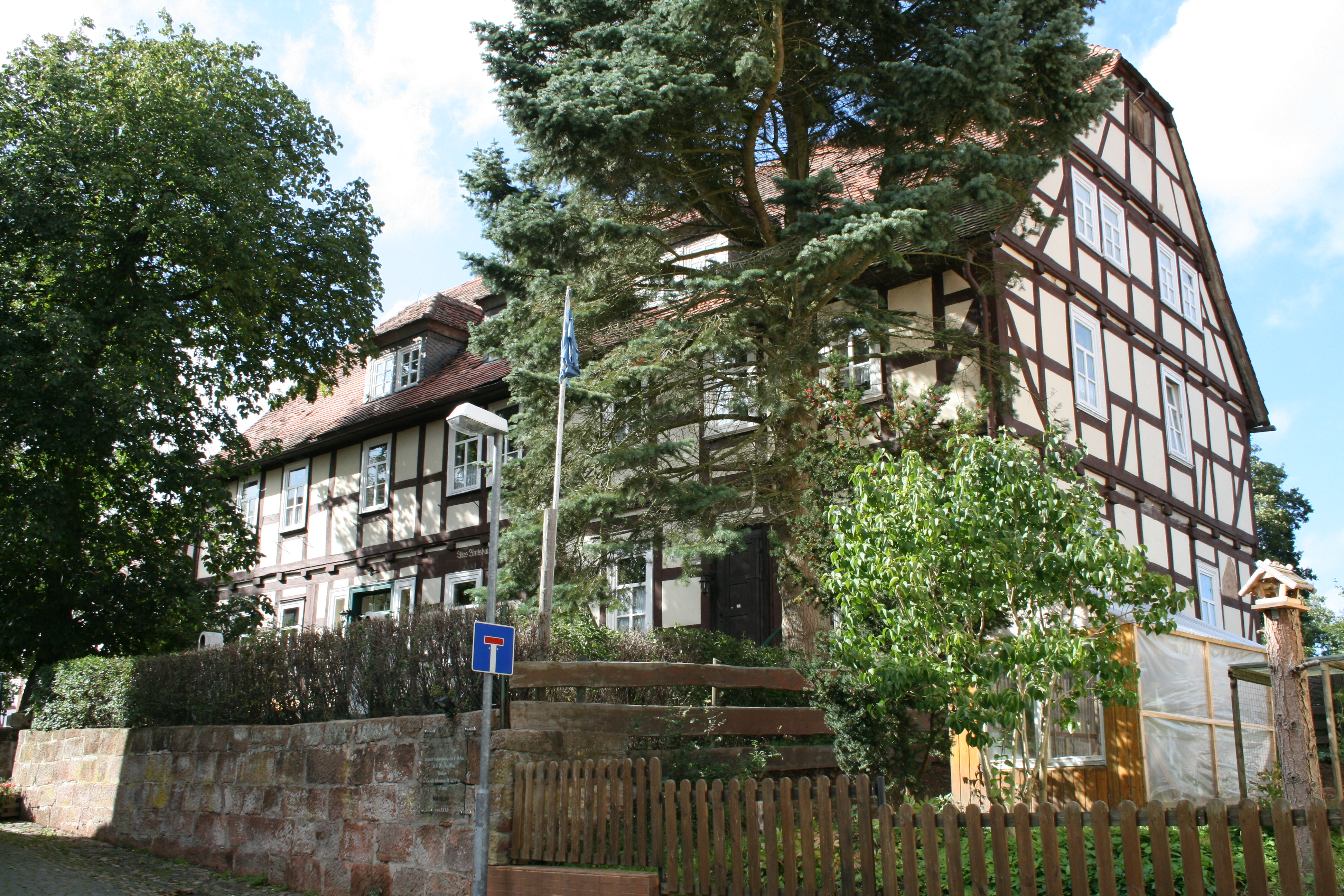
Ehemaliges Amtsgerichtsgebäude

Das Amtsgericht Rosenthal (bis 1867 Justizamt Rosenthal) war bis 1932 ein Gericht der ordentlichen Gerichtsbarkeit mit Sitz in Rosenthal im heutigen Landkreis Waldeck-Frankenberg in Nordhessen.

## Geschichte
Seit dem Mittelalter bestand das Gericht Rosenthal, hervorgegangen aus dem mainzischen Gericht Bentreff. Die Rechtsprechung der niederen Gerichtsbarkeit wurde in der Landgrafschaft Hessen-Kassel durch den Amtmann des Amtes Rosenthal wahrgenommen. Die Neuregelung des Justizwesens im Königreich Westphalen 1807 führte zu der Trennung von Rechtsprechung und Verwaltung. Der Kanton Rosenthal war nun für die Verwaltung, das Friedensgericht Rosenthal für die Rechtsprechung zuständig. Das Friedensgericht unterstand dem Distriktgericht Hersfeld, das für den Distrikt Hersfeld zuständig war. Mit dem Ende des Königreichs Westphalen im Jahre 1813 wurde die Trennung von Rechtsprechung und Verwaltung rückgängig gemacht und das Kurfürstentum Hessen führte 1814 das Amt Rosenthal wieder ein. Mit Edikt vom 29. Juni 1821 wurden in Kurhessen Verwaltung und Justiz getrennt. Nun waren Justizämter für die erstinstanzliche Rechtsprechung zuständig, die Verwaltung wurde von Landkreisen übernommen (hier der Landkreis Frankenberg). In Rosenthal wurde das Justizamt Rosenthal eingerichtet.
Nach der Annexion Kurhessens durch Preußen wurde das Justizamt 1867 zum königlich Preußischen Amtsgericht Rosenthal. Es war nun dem Kreisgericht Marburg zugeordnet. Auch mit dem Inkrafttreten des Gerichtsverfassungsgesetzes 1877 blieb das Amtsgericht Rosenthal bestehen. In Folge der Weltwirtschaftskrise wurden 60 Amtsgerichte als Folge von Sparverordnungen aufgehoben. Mit der Verordnung über die Aufhebung von Amtsgerichten vom 30. Juli 1932 wurde das Amtsgericht Rosenthal zum 30. September 1932 aufgehoben und sein Sprengel teilweise dem Amtsgericht Frankenberg (Eder) und teilweise dem Amtsgericht Jesberg zugeordnet.

## Obergericht
Das Justizamt Rosenthal war dem Obergericht Marburg (seit 1867 unter dem Namen Landgericht Marburg) nachgeordnet.

## Richter
Folgende Richter wirkten am Gericht:
- Justizbeamter Georg Wilhelm Stamm (1821–1831)
- Justizbeamter Karl Valentin Gunkel (1831–1847)
- Justizbeamter Friedrich Wilhelm Coester (1847–1870) (ab 1867: Amtsrichter; ab 1868: Oberamtsrichter)
- Amtsrichter Ernst Wilhelm Cornelius Israel (1871–1877) (ab 1875: Oberamtsrichter)
- Amtsrichter Ernst Rößler (1877–1884)
- Amtsrichter Stammler (1884–1897) (ab 1896: Amtsgerichtsrat)
- Amtsrichter Lappe (1897–1910)
- Amtsrichter Schattenberg (1910–1932) (ab 1919: Amtsgerichtsrat)

## Gebäude
Das Gerichtsgebäude in der Zehntstraße 12 (früher Amtsstraße 193) wurde Anfang des 18. Jahrhunderts erbaut und diente bereits im Amt Rosenthal als Amtshaus. Im Haus befand sich auch die Richterwohnung. Das Gerichtsgefängnis war in einem anderen Gebäude in der Schulstraße untergebracht. Nach der Aufhebung des Gerichts 1932 wurde das repräsentative Fachwerkhaus unterschiedlich verwendet und am 18. Januar 1950 von der Stadt für 13.750 DM erworben. Im Jahre 1980 wurde das unter Denkmalschutz stehende Haus an einen privaten Investor verkauft.